# AIM-92 Stinger

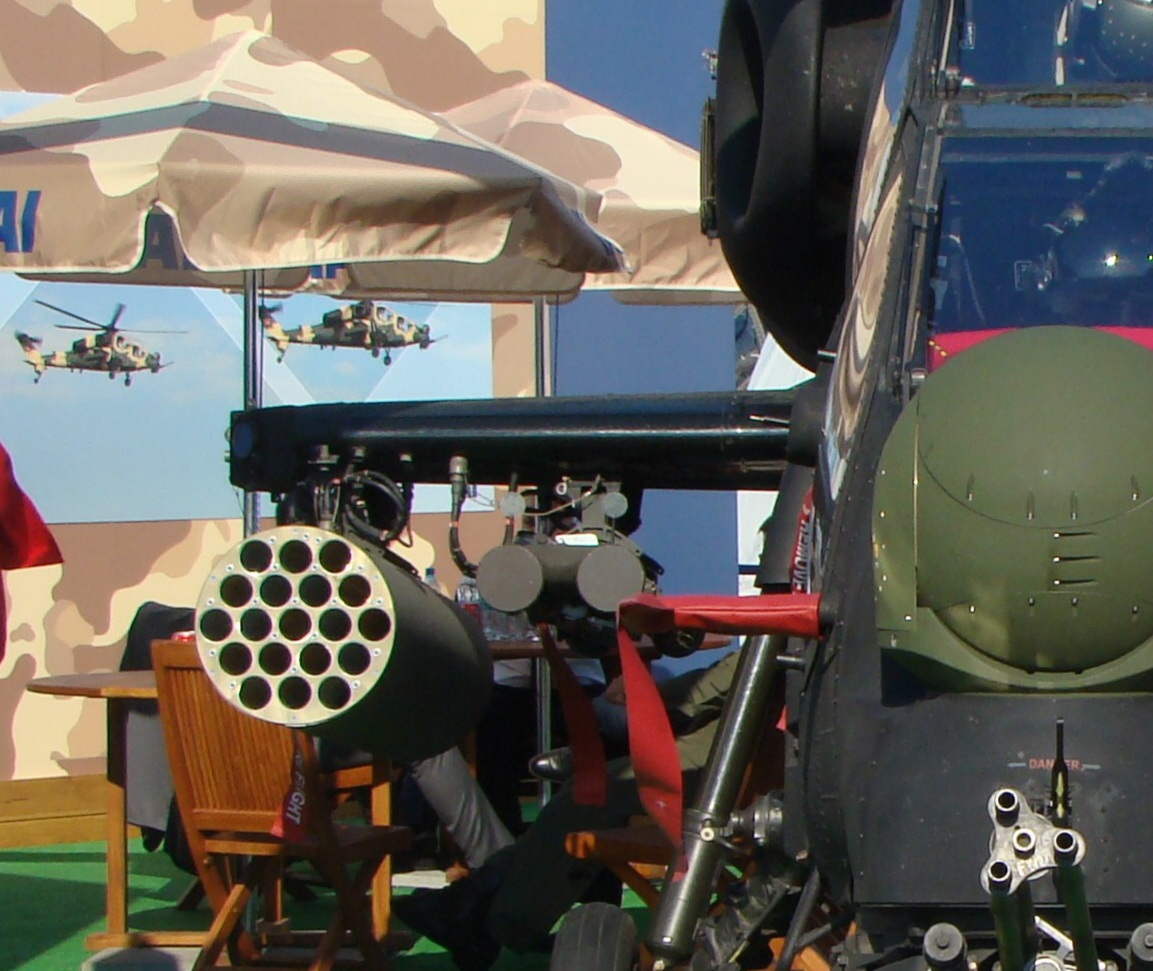
Um helicóptero turco T129 ATAK com dois mísseis ar-ar Stinger montados sob a asa

O AIM-92 Stinger, ou ATAS ("Air To Air Stinger", em inglês), é um míssil ar-ar desenvolvido a partir da versão terrestre FIM-92 Stinger. É utilizado por helicópteros como o AH-64 Apache e o Eurocopter Tiger, e também por drones como o MQ-1 Predator.